# Cmentarz przy ul. Głuszyna w Poznaniu
Cmentarz przy ul. Głuszyna – cmentarz w Poznaniu, znajdujący się na Głuszynie, przy ul. Głuszyna.

## Historia

### Po 1815
Cmentarz założono po 1815 przy drodze z Głuszyny do Piotrowa, przy jej skrzyżowaniu z drogą ku Krzesinom (obecnie przeciętej przez lotnisko wojskowe 31 Bazy Lotniczej). Prostokątna nekropolia miała narys geometryczny i pierwotnie składała się z czterech kwater, przeciętych krzyżem dwóch prostych alei. Główną aleję widokową wytyczono w 1864 i zamknięto ją optycznie dębowym krzyżem. Krzyż ten wymieniono na nowy w 1875, a fundatorem inwestycji był proboszcz głuszyński Zientkiewicz. Napis na tablicy głosi: Na pamiątkę Tysiącletniej rocznicy zaprowadzenia Chrześcijaństwa w Słowiańszczyźnie. Parafianie R.P. 1863., co jest wprost upamiętnieniem przyjęcia chrztu przez Bułgarów. 
Cmentarz powiększano w 1871 (w stronę północną, przyłączywszy pola) i w 1873 wzdłuż drogi do Piotrowa. Drugie powiększenie połączono z budową ogrodzenia. W latach 1867–1877 posadzono drzewa: świerki (47 sztuk) i lipy drobnolistne (54 sztuki). 

### Po 1945
Cmentarz został opuszczony po II wojnie światowej i opustoszał z większości nagrobków oraz metalowych krzyży. Występowały tu m.in. piaskowcowe nagrobki w formie ściętych pni dębowych, z których przetrwały dwa, a także kilka krzyży kamiennych (najstarszy, neogotycki na grobie Wojciecha Paszkiewicza pochodzi z 1899). Oprócz tego zachowanych jest kilka steli, kutych ogrodzeń, czy rzeźb aniołów. Szczególnie cenna jest pietà na grobie powstańca wielkopolskiego – Franciszka Styzińskiego (zm. 1919), należąca do najstarszych w Poznaniu tego typu wyobrażeń nagrobnych.

### Po 1985
Cmentarz uruchomiono ponownie w 1985. Od tego czasu zapełnia się on nowymi nagrobkami, głównie granitowymi. Do oryginalniejszych należy grób Ewy Marii Zalewskiej (zm. 1986) z wyobrażeniem putta grającego na lirze. 

## Flora
Cmentarz obsadzony jest lipami drobnolistnymi oraz szerokolistnymi o obwodach przekraczających dwa metry. Ponadto rosną tu świerki, żywotniki, jeden jesion wyniosły (odmiana płacząca – pendula), a także samosiewki kasztanowców i grochodrzewu.